# Fábrica de Tractores

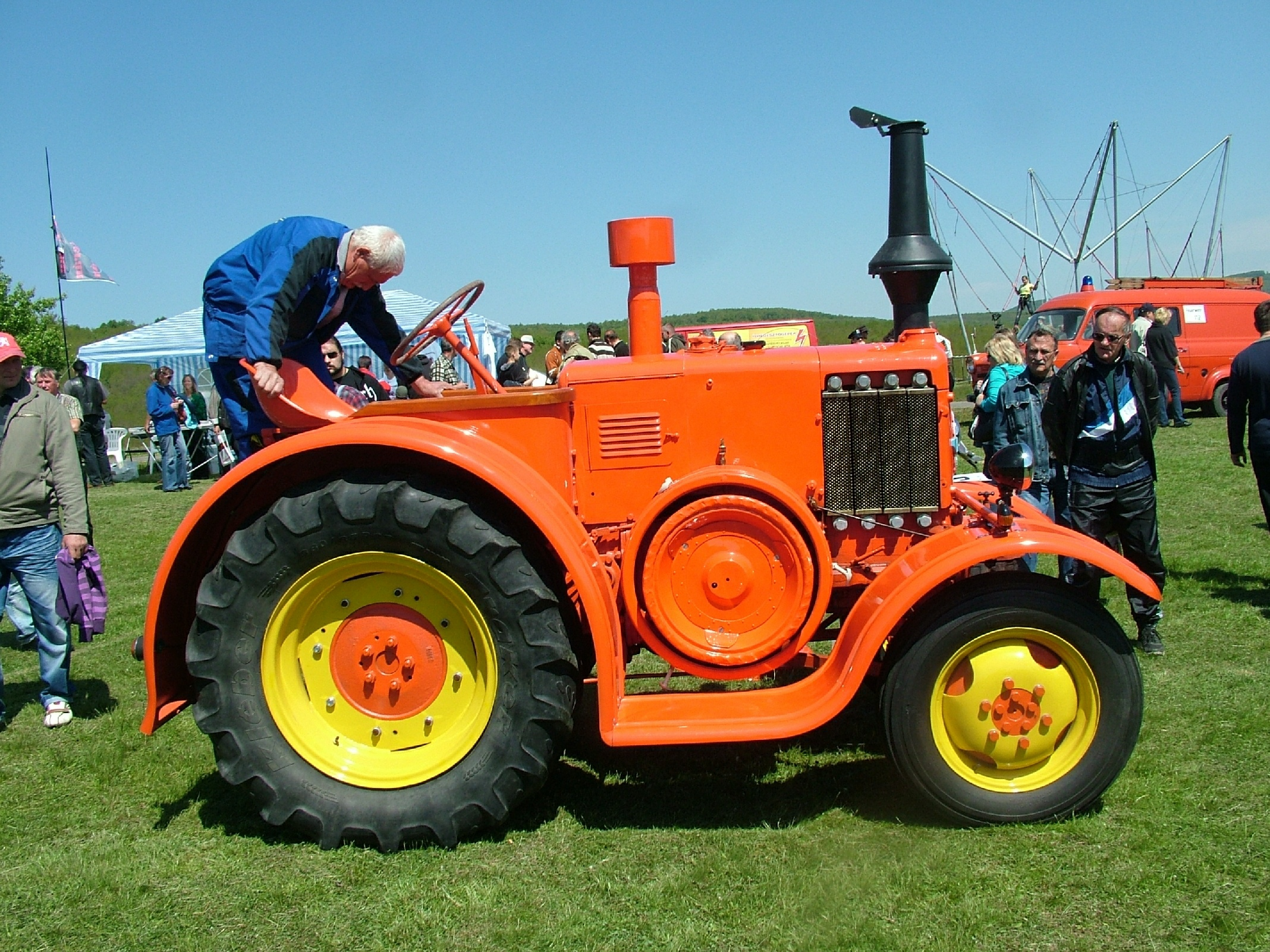
Pampa T-01

La Fábrica de Tractores era una planta industrial argentina ubicada en la provincia de Córdoba, enmarcada en el complejo IAME (Industrias Aeronáuticas y Mecánicas del Estado). Es la primera fábrica de tractores que hubo en la Argentina.

## Historia
Fue creada por Decreto N.º 475 el 11 de agosto de 1952, si bien hasta ese entonces funcionaba una dependencia similar en las instalaciones del Instituto Aerotécnico en la ciudad de Córdoba.
Su misión era producir por sí y con la cooperación de la industria privada, tractores y motocicletas de factura nacional. La piedra fundamental de la fábrica fue bendecida el 21 de enero de 1953 en ceremonia presidida por el Brigadier Juan Ignacio San Martín y el presidente de Fiat Vittorio Valleta. Se encontraba en Estación Ferreyra, Provincia de Córdoba (Argentina).
La construcción de esta planta fue contratada "llave en mano" a la firma italiana Fiat S.p.A.
La firma Fiat, mediante Decreto N.º 17.370 y siguiendo el convenio original, compra la fábrica al conglomerado IAME convirtiéndola en la Fábrica de Tractores Fiat-Concord, terminando dicha transferencia el 10 de octubre de 1959.
La Fábrica de Tractores pasa a ocupar entonces una nueva planta que había hecho construir en inmediaciones de la anterior, donde continúa las actividades bajo el nombre de DINFIA (Dirección Nacional de Fabricaciones e Investigaciones Aeronáuticas). En 1961 esta otra planta es adquirida por la firma Perkins, cesando la producción de tractores en 1963.

## Producción
Mientras formaba parte del Instituto Aerotécnico, ya se habían fabricado unas 300 unidades del tractor Fiat 55.
Luego de su integración al conglomerado IAME, se encaró la construcción del primer tractor prototipo denominado Tractor Pampa, que fue puesto en marcha en 1952, basado en el Lanz Bulldog D9506 de origen alemán. A diciembre de ese año hay 15 unidades Pampa prestando servicio experimental en distintos lugares del país.
El 28 de junio de 1954 se efectuó la primera entrega de 12 unidades para comercialización.
El Pampa era un tractor de 55/60 HP, de un solo cilindro y caja de cambios de seis marchas.
La producción total de tractores Pampa desde 1952 hasta 1963 fue de 3.760 unidades.